# هاميلتون بيريرا
هاميلتون بيريرا (بالإسبانية: Hamilton Pereira) (26 يونيو 1987 بمونتفيدو في الأوروغواي - ) هو لاعب كرة قدم أوروغواني في مركز الوسط. لعب مع بنيارول وريفر بليت ونادي دانوبيو ونادي موريليا الرياضي وTacuarembó F.C. ‏.

## وصلات خارجية
- هاميلتون بيريرا على موقع قاعدة بيانات كرة القدم.إي يو (الإنجليزية)
- هاميلتون بيريرا على موقع Soccerway.com (الإنجليزية)
- هاميلتون بيريرا على موقع AS.com (الإسبانية)